# Агурський Михайло Самуїлович
Михайло Самуїлович Агурскій (справжнє ім'я Мєлік; 1933, Москва — 21 серпня 1991, Москва) — радянський дисидент, вчений-кібернетик, політолог, мемуарист, діяч сіонізму і професор Єврейського університету в Єрусалимі.
Михайло Самуїлович Агурскій — літературний псевдонім Мєліка Самуїловича Агурского. Інші варіанти його імені — Мєлір, а також Мєліб.

## Біографія

### Наукова робота
Михайло Агурский народився в Москві в 1933 році, в родині відомого революціонера, історика і партійного діяча Самуїла (Шмуэла) Хаїмович Агурського (1884—1947). Там же закінчив школу в 1950 році.
У 1955 році одружився з Вірою Федорівною Кондратьєвою. Здобув вищу технічну освіту. На початку 1960-х працював в  експериментальному науково-дослідному інституті металорізальних верстатів.
У 1965 році залишив роботу і вступив до аспірантури Інституту автоматики і телемеханіки АН СРСР, після закінчення якої з 1968 року працював у Науково-дослідному інституті технології машинобудування  — головному технологічному інституті Міністерства загального машинобудування. У травні 1969 року захистив кандидатську дисертацію в галузі кібернетики. М. С. Агурський був автором кількох наукових праць, опублікованих у профільних виданнях, був членом Московського товариства випробувачів природи з секції генетики.

### Інакомислячий кібернетик
Отримавши технічну освіту, Агурський не став вузьким технічним фахівцем. За свідченням поета Олександра Лайко, вже в кінці 1950-х років Агурський — в рядах московського андеграунду, в числі ініціаторів створення молодіжного поетичного клубу «Факел» і його голова.
У 1955 році Агурський познайомився з Надією Василівною Верещагіною, дочкою письменника і релігійного мислителя Василя Розанова; пізніше познайомився з родиною Данила Андреєва. За книгами з бібліотеки Розанова почав пильно вивчати роботи самого Розанова, Володимира Соловйова, Костянтина Леонтьєва, Дмитра Мережковського, Михайла Гершензона, релігійну думку Достоєвського, Толстого, Мартіна Бубера. Одночасно його захоплювало вивчення діяльності батька, історія російської церкви і діяльність сучасної православної церкви, історія сіонізму, міжконфесійні відносини.
Особливу роль в біографії Михайла Агурського зіграв проповідник Олександр Мень. Агурський познайомився з його сім'єю у середині 1960-х років. Завдяки духовному наставництву батька Олександра, його відкритості до інших конфесій, Агурський придбав нові знайомства як в середовищі інакомислячих дисидентів, сіоністів, так і в середовищі священиків православної церкви.
Глибокі пізнання Агурського в області релігійної філософії, контакти з діячами РПЦ, відкриті висловлювання на захист політики Ізраїлю погано уживалися зі статусом працівника військово-космічної установи. Восени 1970 року Агурский залишив головний технологічний інститут Міністерства загального машинобудування, зосередився на роботах в галузі біокібернетики, але бажання влаштуватися на роботу в Інститут автоматики і телемеханіки (ІАТ) здійснити не вдалося. Опинившись без роботи, Агурський годував сім'ю, заробляючи перекладами для ВІНІТІ та «Журналу Московської Патріархії», одночасно каталогизируя іноземний відділ бібліотеки Московської духовної академії при Свято-Троїцькій Сергієвій Лаврі в Загорську.

### Правозахисна діяльність
Отримавши відносну матеріальну і соціальну незалежність, Агурський зблизився з сіоністами-відмовниками (Володимир Слепак, Олександр Лернер, Йосип Бігун, Кирило Хенкін і т. д.) і з колом московських дисидентів: Юрій Глазов, Валентин Турчин, Наум Коржавін, Жорес Медведєв, Юз Алешковский і ін. 1970—1971 роки — роки коливань Михайла Агурського. Він вирішував для себе, чи варто йому продовжувати свою діяльність як вченого-кібернетика в Радянському Союзі або покинути країну і пов'язати свою долю з сіонізмом.
У 1971 році подав документи на виїзд до Ізраїлю і звернувся з кількома листами на ім'я Генерального секретаря ЦК КПРС Л. В. Брежнєва про утиски, які йому як єврею чиняться при влаштуванні на роботу. З тексту листів Брежнєву ясно, що відсутність роботи — скоріше привід, ніж справжня причина його занепокоєння. Про це ж говорив і сам Агурський. Дійсне його бажання — не тільки і не стільки отримання прийнятної роботи в Радянському Союзі, скільки репатріація в Ізраїль. В виїзд до Ізраїлю Агурському як колишньому працівникові режимної установи було відмовлено без вказівки можливого строку перегляду такого рішення.
У той же час, як випливає зі спогадів самого Агурського, влада не застосовували до нього ніяких насильницьких заходів, якщо не вважати прослуховування телефонних розмов. Михайло Самуїлович вільно переміщався країною, публікував свої роботи за кордоном і в самвидаві, мав можливість легального заробітку, в тому числі зі своїх патентованих винаходів, виступав з лекціями, співпрацював з Московською Патріархією, зустрічався з учасниками сіоністського й дисидентського рухів. Влада уникала відкритих репресивних заходів, як у випадку з Жоресом Медведєвим, і сподівалася на ненасильницьке вирішення конфлікту.
У числі інших сіоністів і правозахисників Агурський брав участь у антипалестинській маніфестації біля ліванського посольства в Москві в 1972 році, в результаті якої всі маніфестанти були затримані. Разом з Агурським був затриманий також академік А. Д. Сахаров. В результаті цього зіткнення Агурський зробив висновок про тертя між МВС і КДБ, ці тертя згодом він сам провокував, намагаючись зіграти на них у своїх інтересах Для якнайшвидшого отримання дозволу на виїзд Агурский налагоджує зв'язки з кореспондентами іноземних газет і журналів.

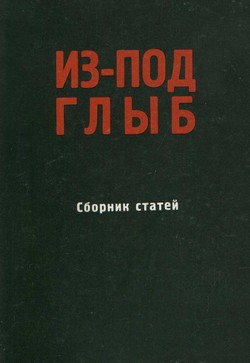
Збірка «З-під брил», 1974 р.

У 1973 році Агурский в числі інших правозахисників (Валентин Турчин, Володимир Максимов, Олександр Галич, Ігор Шафаревич) виступив на захист академіка А. Д. Сахарова проти засудження його радянськими засобами масової інформації. Тим самим Агурський як би вступив у суперечність з сіоністським прагненням дистанціюватися від будь-якої діяльності, пов'язаної з втручанням у неєврейську державність. Причина, якою він мотивував свої дії, була безумовна підтримка Сахаровим прагнень радянських євреїв-сіоністів репатріюватися з Радянського Союзу до Ізраїлю.
Незабаром Агурський знайомиться з самим Андрієм Сахаровим, Роєм Медведєвим, Юрієм Орловим, Валерієм Чалидзе, Олександром Солженіциним. За ініціативою останнього він пише статтю «Сучасні суспільно-економічні системи та їх перспективи» для збірника статей «З-під брил». Збірник був присвячений питанням духовного й суспільного життя того часу — нові «Віхи», за висловом Солженіцина. Збірник цей зі статтями Ігоря Шафаревича, Фелікса Свєтова, Євгенія Барабанова, Вадима Борисова, Михайла Поліванова, самого Солженіцина і під його редакцією вийшов у самвидаві в Москві в 1974 році. У цьому ж році видавництво YMCA-Press випустило книгу в Парижі.
Книга становить собою епоху в радянському інакомислення. Агурский був єдиним автором-сіоністом серед інших учасників видання. Як говорив про Агурского А.Солженіцин на прес-конференції в Цюріху в листопаді 1974 року, присвяченій виходу збірки: «Його об'єднує з групою російських авторів в першу чергу те велике значення, яке всі вони — співавтори — надають національній самосвідомості.»
 На думку дослідника Аркадія Блюмбаума стаття Агурского нині не є актуальною, оскільки вона: «… представляла собою досить утопічний громадський проект — спробу зняти протиріччя між „капіталізмом“ і „соціалізмом“. В результаті Агурский вибудував майже тоталітарну конструкцію, яка передбачає відмову від системи політичних партій, введення цензури, обмеження доступу до інформації, усунення — в дусі лівих концепцій — відмінностей між фізичною та розумовою працею, тощо»
Гучний резонанс книги, мабуть, прискорила давно бажаний для Агурского виїзд до Ізраїлю в 1975 році. Перед від'їздом до Ізраїлю навесні 1975 року Агурскій в інтерв'ю «The Jerusalem Post» оптимістично заявив: «Я їду з Росії не як її ворог, а як справжній друг, якого хвилює її сьогодення і майбутнє. Я намагався зробити все можливе для співпраці між російським та єврейським національними рухами. Ці зусилля, мабуть, були досить успішними, щоб дозволити мені сподіватися на майбутню дружбу Ізраїлю та відродженої Росії.»
Якби на підтвердження його слів напередодні від'їзду в квітні 1975 року провести Агурского приїхали багато знакових постатей: Ернст Неізвєстний, Рой Медведєв, Олександр Гінзбург, Ігор Шафаревич, Леонід Бородін, Юрій Орлов, Володимир Войнович, Валентин Турчин, Петро Якір, Геннадій Шиманов, Олександр Мень, Юрій Іванов та інші.

### Агурський в Ізраїлі
Останні 16 років свого життя Агурський провів в Ізраїлі. Але більшість з написаного ним в цей час так чи інакше звернено до Радянського Союзу. У 1976 році Агурський стає співробітником Єрусалимського університету. Він публікує численні статті на релігійні, національні, соціально-політичні та історико-культурні теми в різних засобах масової інформації. У 1979 році (за іншими даними в 1983 році) М.Агурскій у Франції захищає докторську дисертацію в університеті Сорбонни. Отримавши ступінь доктора славістики, став професором Єврейського університету. Тема дисертації: «Національні коріння Радянської влади», вона була видана у Парижі російською мовою у 1980 році у вигляді книги «Ідеологія націонал-більшовизму».
Згодом Агурський читав лекції, готував рекомендації для уряду Ізраїлю як політолога, працював політикомментатором на телебаченні. Зокрема, Агурскій стверджував, що військових ресурсів Радянського Союзу недостатньо для ведення великомасштабної наступальної війни, що спровокувало в Ізраїлі закиди Агурському в тому, ніби він є агентом КДБ. Агурскій також був членом Центрального комітету ізраїльської Партії Праці.
Обговорення радянської політики присвячені такі його книги: «Радянський Голем» (1983 рік), «Третій Рим» (1987 рік), «Торговельні зв'язки між Радянським Союзом і країнами Близького Сходу» (1990 рік), стаття «Близькосхідний конфлікт та перспективи її врегулювання», журнал «Наш сучасник», 1990, № 6. Крім цього, він активно вивчав історію єврейського питання в царській Росії і в Радянському Союзі. У 1986 році в співавторстві з Маргаритою Шкловською він опублікував зібрання текстів Максіма Горького про єврейство. Інтерес до творчості Горького відбилася і в його останній статті «Великий єретик (Горькій як релігійний мислитель)», опублікованій в журналі «Питання філософії» у серпні 1991 року.
У роки перебудови Агурский отримав можливість знову побувати в Радянському Союзі. Він приїжджає в країну в 1989 році, зустрічається зі своїми колишніми колегами-опонентами з єврейського питання (Шафаревич), виступає перед різними аудиторіями з власними трактуваннями сіонізму і націоналізму. На зустрічі в МДУ його представляє вдова Данила Андрєєва Алла Олександрівна Андрєєва. Він дає інтерв'ю радянським виданням «Вісник єврейської радянської культури» та ін.
За два роки його було особисто запрошено до Радянського Союзу у зв'язку організацією «Конгресу співвітчизників», на який прибув 19 серпня в самий розпал серпневого путчу. Вражений подіями бурхливого московського політичного життя, він раптово помирає від серцевого нападу у своєму номері в готелі «Росія» 21 серпня 1991 року.
Вдова Михайла Самуїловича Агурського, Віра Федорівна Агурська, опублікувала в Єрусалимі після смерті чоловіка в 1996 році його спогади «Попіл Клааса».
Агурскій мав доньку й сина.

## Погляди Михайла Агурського

### Тлумачення антисемітизму
Як пише сам Агурський, будучи до початку 1970-х років переконаним сіоністом, до 1973 року він не брав активної участі у дисидентському русі:
|  | До цього я строго дотримувався єврейської дисципліни і відкрито не встрявав у дисидентські справи. Але тут мені стало здаватися, що тактика ця починає виявляти свої слабкості. Сахаров завжди виступав на наш захист, тому мовчати ставало аморально. Я вирішив, що треба публічно підтримати дисидентів в частині вимог, що стосуються прав людини. Все одно ми були пов'язані тисячами ниток, і вести себе інакше означало б уподібнюватися страусові, що ховає голову в пісок |

На думку Михайла Болотовского, Агурскій не міг бути рядовим сіоністом вже з огляду на те, що він був тісно пов'язаний з культурою та спільним духовним устроєм Росії. Це «людина, що любить Росію і не бажає їй зла навіть у відповідь на зло». Приміром, якщо у будь-якого єврея поняття юдофоб повинно було викликати відторгнення, то у Агурского воно викликало цікавість. Для Агурского це — нонсенс, який потребує осмислення. Інтерес Агурского до антисемітизму мав на увазі інтерес в першу чергу до антисемітів-мислителів: Достоєвського, Розанова, Шафаревича, тощо. Агурскій прагнув розібратися в ґрунтовності багаторічних забобонів стосовно явища антисемітизму й перевірити їх.
Хитання Розанова між юдофільством та шаленим антисемітизмом Агурскій інтерпретує як прояв складного неподільного поняття «дружби-ненависті», що має циклічний характер. Ці коливання в тій чи іншій мірі притаманні багатьом мислителям-антисемітам. Є побутовий антисемітизм, тваринний, як загальний прояв страху і ксенофобії, але усвідомленого, інтелектуального антисемітизму, на думку Агурского, бути не може, а можуть бути лише окремі фази «любові-ворожнечі».

### Концепція  націонал-більшовизму
На відміну від більшості євреїв-сіоністів, Агурскій ніколи не залишався осторонь гострої теми ролі євреїв у революції, в організації Червоного терору, їх значення у формуванні радянського режиму придушення інакомислення з його жахаючими таборами, системою примусової праці, тощо. Навпаки, він вважав: що раніше євреї та росіяни прийдуть до якогось спільного висновку в цьому наболілому питанні, тим простіше їм буде знайти взаєморозуміння в майбутньому.
Соціолог Олександр Дугін наступним чином характеризує погляди Агурского: «Проблему євреїв в контексті більшовизму Агурский розглядає в зовсім несподіваному ключі. З його точки зору, масова участь євреїв в революції пояснюється не стільки їх ворожістю до православної Росії, помстою за „межу осілості“ або безпідставність західництва, скільки особливим есхатологічним месіанським настроєм, характерним для сектантського різновиду юдаїзму (хасидського або саббатінського типу), яка була надзвичайно поширена серед східноєвропейських євреїв.
Саме схожість апокаліптичного фанатизму, спільність релігійного типу з представниками російського сектантства і гностицизму інтелігенції, визначили роль євреїв у більшовицькому русі.»
В цілому Михайло Агурскій оцінює російський націоналізм конструктивною силою, спрямованої на захист власних інтересів, а не проти інших народів. Підставою його, так само, як і підставою сіонізму, є природний інстинкт самозбереження нації. У результаті Агурскій приходить до наступного висновку: «Російський націоналізм, зосереджений на користь свого народу, і сіонізм — не вороги один одному і, більш того, мають спільні інтереси». Ця думка перегукується зі словами А. І. Солженіцина, висловленими Агурському раніше: «Зараз залишилися два народу з волею до життя: росіяни і євреї».
У своїй найвизначнішій роботі «Ідеологія націонал-більшовизму» Агурскій розвиває власну оригінальну концепцію про суто національний, споконвічно російський характер Жовтневої революції, її неминучості та зумовленості. Він наводить переконливі факти масової підтримки більшовиків їх колишніми суперниками. Серед них дослідник перераховує есерів, колишніх царських генералів, інженерів-фахівців, колчаківських міністрів, чорносотенців, деяких церковників і емігрантів — ось те, здавалося б, несподіване середовище, на яке певною мірою у власних інтересах змогли опертися лідери більшовизму.
Серед інших таких попутників революції найбільше значення Агурський відводить харбинському емігрантові, голові руху «Зміна віх» Н. С. Устрялову, який припустив неминучість перетворення комунізму та інтернаціоналізму в справжню національну владу зі справжнім вождем держави на чолі. У концепції Агурского більшовицькі керівники за типом Льва Троцького чи Анатолія Луначарського, є представниками «червоного патріотизму», яким протистоять чисті комуністи-інтернаціоналісти Лев Каменєв, Григорій Зінов'єв.
Внутрішньопартійною боротьбою «більшовиків» і «комуністів» оптимальним чином скористався Й.Сталін, який втілив в реальність мрію Н.Устрялова про справжнього націонал-більшовицького вождя. Саме Сталін і відмовився від світової революції, позбувшись значної частини єврейського керівництва СРСР. Критик-рецензет книги «Ідеологія націонал-більшовизму» Володимир Яранцев вбачає також у самого Агурского «очевидні симпатії до революційного месіанства (російського, єврейського, християнського, антихристиянського, тут не важливо)», які, на його думку, «вступають у протиріччя з гуманістичними цінностями».
Сам же Агурскій підбиває у своїй книзі наступний підсумок:
|  | Не слід шукати винних і невинних в історії. Легко підраховувати помилки, коли битва вже закінчена. І після нас знайдуться обліковці, які, мабуть, стануть збирати на нас матеріали до Страшного суду. Треба намагатися зрозуміти дії всіх, хто б вони не були: кадети, есери, ліві, комуністи, сектанти. Більшовицька революція — це гігантська людська трагедія, вивчення якої триватиме ще довго |

### Агурскій і «Наш соврємєннік»
У 1990 році журнал «Наш сучасник» в статті «Близькосхідний конфлікт і перспективи його врегулювання» одним з перших у Радянському Союзі відбив ізраїльську точку зору на арабо-ізраїльський конфлікт. Автором статті був Михаіл Агурскій. Він дав короткий нарис виникнення сіонізму, становлення ізраїльської державності та радянсько-ізраїльських відносин. Лейтмотив статті: відновлення радянсько-ізраїльських дипломатичних відносин та взаємної довіри двох держав, неприв"язка радянсько-ізраїльських відносин до арабо-ізраїльського конфлікту. Радянсько-ізраїльські контакти на думку Агурского, послаблюють позиції правих в Ізраїлі і дають Радянському Союзу нові важелі для близькосхідного врегулювання.
На сторінках цього консервативного журналу Агурскому відповів його провідний критик Вадим Кожинов. Він в цілому погодився з розумінням Агурскім сутності близькосхідного конфлікту, однак заперечив розуміння Агурскім самого терміну «сіонізм»:
|  | для М.Агурского (це чітко сформульовано в його статті) сіонізм — це головним чином ідея і практична програма національного відродження євреїв як народу |

.
З таким сіонізмом Кожинов готовий погодитися, але Кожинов розуміє сучасний сіонізм ширше, ніж Агурскій: "Сіонізм — це єврейський національний рух, який ставить собі за мету створення та розвиток єврейської держави та концентрацію в ньому євреїв. У цьому — сутність; якщо існує міжнародний сіоністський рух, то він слугує цій ідеї.
На думку Кожинова, загрозою є не «сіонізм Агурского», а той сіонізм, якого Агурскій не хоче бачити — «міжнародне політичне явище, яке базується на грандіозній економічній могутності». «Міжнародний сіонізм» за Кожиновим базується не в Ізраїлі, а в США і представлений людьми, які аж ніяк не мають намір репатріюватися до Ізраїлю й часто не мають до єврейства щонайменшого відношення.
У відповідь М.Агурский оскаржив правомірність кожиновського розмежування «двох сіонізмів», поділ євреїв на євреїв-ізраїльтян і соністів діаспори. Деяких євреїв — як євреїв діаспор, так і ізраїльтян, на думку Агурского, — єврейська держава і єврейський націоналізм не цікавлять взагалі — Ісраель Шамір (щодо діяльності самого Шаміра Агурский ясно не висловився, зазначивши своє суперечливе до нього ставлення). Тому і розмежування Кожинова помилкове. Він порадив Кожинову зберегти за євреями право бути сіоністами, зазначивши підхід публіциста, позбавлений антисемітських поглядів, властивих деяким його консервативним колегам.

## Відгуки про погляди Михайлоа Агурского
На думку Патріарха Алексія II
|  | У зв'язку з єврейсько-православним діалогом слід … згадати нашого сучасника професора Михайлоа Агурского з Єрусалиму, знавця історії євреїв в Росії, який багато зробив для нашого зближення. Нещодавно він приїхав з Ізраїлю до Москви на конгрес російської діаспори і тут несподівано помер. Вічна йому пам'ять … |

Літературний критик і публіцист Вадим Кожинов: «Отже, є сіонізм і сіонізм. „Національний“ сіонізм, до якого, як випливає з його творів, належить М.Агурский, виходить з того абсолютно природного факту, що євреї, як і будь-який народ прагнуть розвивати свою власну культуру і будувати свою самостійну державність … Відомий сіоністський діяч М.Агурский, що не боявся гострих проблем …»
Журналіст і редактор Михайло Болотовський: "мало хто з сучасних сіоністів зробив більший, ніж Агурский, внесок в боротьбу за право євреїв репатріюватися до Ізраїлю. Але промовчали московські правозахисники, промовчала і ізраїльська інтелігенція, правий фланг якої не може навіть через сім років після смерті Агурского забути про його близькість до Партії Праці, а лівий, в свою чергу, як і раніше ставиться до нього з певною обережністю, пам'ятаючи про « незрозумілі „симпатії вченого до російських націоналістів.“
Публіцист націоналістичного спрямування, сам у минулому дисидент і учасник проводів Агурского до Ізраїлю — Р. Шиманов, демонструє послідовне і беззастережне неприйняття нападок на юдейство в православ'ї:
|  | цей однодумець Меня (…) звернувся до московського патріарха з ультиматумом, вимагаючи деканонізації мучеників Євстратія Печерського і Гавриїла Білостоцького, відмови від антиюдейських текстів у богослужінні та від антиюудейських „слів“ вселенського святителя Іоанна Златоуста. Я вже не пам'ятаю, який термін давався патріарху для відповіді, але пам'ятаю, що невеликий, щось біля місяця або навіть менше. Після чого Агурский обіцяв звернутися до світової громадськості. Але чи то патріарху не доповіли про ультиматум, чи то він за неуважністю забув на нього відповісти. І Огірок (так ми його називали позаочі) відплатив йому тією ж монетою, забувши звернутися до світової громадськості |

Думка російсько-ізраїльського історика і публіциста Михайлоа Хейфеца: 
|  | Покійний Мєлік мав славу в Ізраїлі дослідника незвичайного. По-моєму, він особливо не копав матеріали вглиб, але завжди захоплювався ефектними, хоча, бувало, не надто обґрунтованими гіпотезами (я з ним багато і часто сперечався). Але … Натомість Мєлік завжди бував цікавий! У вільний час читав велику літературу, іноді настільки популярну, що в неї майже ніхто не заглядав всерйоз (ну, скажімо, в повне зібрання Горького!), І примудрявся витягувати звідти парадоксальні історичні концепції. З першого погляду все у нього здавалося чистим твором, але … З плином часу виявлялися несподівані обґрунтування, і майже будь-яка гіпотеза Агурского починала грати свіжими фарбами |

Соціолог Олександр Дугін: „Найповнішим і цікавим (на сьогоднішній день) дослідженням російського націонал-більшовизму є книга М.Агурского. Агурський був дисидентом, в 70-і емігрував з СРСР до Ізраїлю, але разом з тим, його ставлення до радянського націонал-більшовизму залишається надзвичайно об'єктивним, а в деяких випадках в оцінках відчувається глибока симпатія. На наш погляд, праця Агурського — найсерйозніший твір, присвячений радянському періоду російської історії, що допомагає зрозуміти його глибинний духовний сенс“

## Адреса в Москві
З середини 1960 років Агурский переїхав в московський район Бєляєво-Богородское. На своїх листах до Л.Брежнєва Агурский вказував свій зворотний адреса: Москва, Профсоюзная ул., д. 102, корп. 5, кв. 176.